# Phantastische Kinder- und Jugendliteratur
Die phantastische Kinder- und Jugendliteratur kennzeichnet im Allgemeinen ein Aufeinandertreffen der realen, gewöhnlichen und einer magischen, irrationalen Welt (sogenanntes Zwei-Welten-Modell). Im Gegensatz zu Horror- und Schauergeschichten, die wegen ihrer Wirkung auch nur zum Teil für Kinder und Jugendliche geeignet sind, wird der Leser bei der rein phantastischen Geschichte über die außergewöhnlichen Begebenheiten der magischen Welt nicht aufgeklärt. Weiterhin wird vorliegend das im weitesten Sinn zur Phantastik gehörende Science-Fiction-Genre nicht behandelt und nur als Referenz hinzugezogen (zur Unterscheidung beider siehe dort).

## Die Entstehung der phantastischen Literatur
Vor dem Zweiten Weltkrieg veröffentlichte phantastische Geschichten wurden eher selten auf ein kindliches oder jugendliches Publikum zugeschnitten. Werke wie Thomas Morus’ Utopia oder Gullivers Reisen von Jonathan Swift sind typische Beispiele für Texte, mit denen die Autoren auch politische und aufklärerische Ziele verfolgten und die sich an Erwachsene richteten. Erst im Laufe der Zeit wurden phantastische Stoffe – einige auch durch kindgerechte Bearbeitungen – als kinder- und jugendgerecht angesehen; so verfasste Erich Kästner, der mit Der 35. Mai oder Konrad reitet in die Südsee und Die Konferenz der Tiere auch selbst phantastische Romane für Kinder schrieb, Varianten von Gullivers Reisen und den Abenteuern von Baron Münchhausen.
Gleichwohl gab es phantastische Kinderliteratur schon vor 1945, auch wenn solche Erzählungen vor 1950 in Deutschland noch als Märchen angesehen wurden.
Zuvor gab es diverse Werke, die der Phantastik zugerechnet wurden, die man jedoch nicht unbedingt als Kinder- oder Jugendbücher verstand. In Deutschland hatte allerdings E.T.A. Hoffmann schon im Jahre 1816 die Geschichte Nußknacker und Mausekönig verfasst, die sich, anders als etwa Der Sandmann, vor allem an junge Leser richtete. Im Laufe der Jahre änderte sich jedoch auch die Rezeption von Werken, die ursprünglich für Erwachsene gedacht waren: die Werke Adelbert von Chamissos und Achim von Arnims etwa wurden nun auch von Jugendlichen gelesen, und Goethes Erlkönig und Theodor Storms Schimmelreiter werden heutzutage nicht nur als für junge Menschen geeignet angesehen, sondern sogar vor allem im Schulunterricht behandelt.
In Amerika veröffentlichten Nathaniel Hawthorne, Washington Irving und Edgar Allan Poe phantastische Geschichten, die heute gerne von Kindern und Jugendlichen gelesen werden, in Russland renommierte Autoren wie Alexander Puschkin, Nikolai Gogol und Fjodor Dostojewski. Der Tscheche Franz Kafka schrieb zwar eher für Erwachsene, die von ihm geschilderten absurden Handlungen (insbesondere der Verwandlung (1915)) sprechen jedoch auch den Humor von Jugendlichen an und reflektieren deren Unsicherheit mit ihrer Umwelt.

## Die Entwicklung der phantastischen Kinder- und Jugendliteratur

### Bis 1945
Erst spät entstand, aufgrund des lang anhaltenden Erfolges der Phantastik, aber auch der Gothic Novels, phantastische Literatur speziell für junge Menschen. Hier war insbesondere die angelsächsische Literatur Vorreiterin und produzierte einen schier unerschöpflichen Vorrat an Klassikern; dazu gehören Alice im Wunderland (1865) von Lewis Carroll, Die Geschichte von Peter Hase (1902) von Beatrix Potter, Peter Pan (1911) von J. M. Barrie, Pu der Bär (1926) von A. A. Milne, Der Wind in den Weiden (1908) von Kenneth Grahame, Psammy sorgt für Abenteuer (1902) von Edith Nesbit und Der Hobbit (1937) von J. R. R. Tolkien. In anderen Sprachen erschien beispielsweise Pinocchio (1865) von Carlo Collodi und Gerdt von Bassewitz’ Schilderung von Peterchens Mondfahrt (1911).
Zu den Klassikern aus jener Zeit zählt auch L. Frank Baums Der Zauberer von Oz (1900), der als vielleicht erster amerikanischer Roman dieser Gattung gilt. Noch mitten im Zweiten Weltkrieg erschien mit Der kleine Prinz von Antoine de Saint-Exupéry ein französisches Werk, das heute als moralisches Märchen begriffen wird.
Häufig spielten Kinderbücher in der Tierwelt: ab 1906 erschien Die wunderbare Reise des kleinen Nils Holgersson mit den Wildgänsen, eine Geschichte der Nobelpreisträgerin Selma Lagerlöf, in der ein 14-jähriger Junge in einen Wichtel verwandelt wird und mit einem Ganter seines Hofes durch Schweden reist; auch Rudyard Kipling versetzte ab 1894 in seinen Dschungelbüchern einen Jungen in die Lage, mit Tieren des indischen Dschungels zu sprechen; 1923 veröffentlichte Felix Salten den Roman Bambi, worin das Aufwachsen des gleichnamigen Rehs erzählt wird – Menschen treten darin nicht als Protagonisten auf, sondern fungieren nur als Bedrohung der Hauptfiguren; Protagonist des 1912 veröffentlichten Buches Die Biene Maja und ihre Abenteuer von Waldemar Bonsels ist das gleichnamige Insekt, das geboren wird und sich in seiner Welt zurechtfinden muss. Die beiden letzten Bücher finden wie viele damalige Erfolge heutzutage kaum noch Verbreitung.

### Nach dem Ende des Zweiten Weltkrieges

#### Im deutschsprachigen Raum
Schwerpunkt der Kinder- und Jugendliteratur waren nach dem Zweiten Weltkrieg zunächst die Klassiker der vorherigen Jahrzehnte (Robinson Crusoe, Winnetou, Die Schatzinsel). Für Mädchen wurden Heidi, Der Trotzkopf und Nesthäkchen als angemessen angesehen. Eine moderne, altersgerechte, die Realität reflektierende Literatur fehlte, war in der Nachkriegszeit aber auch nicht gefragt. Kinder sollten den kulturbewahrenden Positionen der Zeit gemäß vor den Problemen des Erwachsenwerdens geschützt werden, wofür sich gerade phantastische Geschichten anboten, die die Probleme des Alltags ausblendeten.
Pionierarbeit leisteten etwa James Krüss, Otfried Preußler und Paul Maar, die in den 1950er Jahren mit Kindergeschichten begannen und denen später der Vorwurf gemacht wurde, den konservativen Grundwerten der Zeiten unkritisch gefolgt zu sein.
1954 stellte Anna Krüger in der Veröffentlichung Das Buch – Gefährte Eurer Kinder als eine der ersten fest, dass es vermehrt phantastische Bücher für Kinder und Jugendliche gebe, die sich in zunehmendem Maße von den althergebrachten Märchen unterschieden und die als eigenständiger Literaturbereich betrachtet werden müssten. Zu dieser Ansicht hatten vor allem die phantastischen Erzählungen aus dem europäischen Ausland beigetragen, die gerade zu Beginn der 1950er Jahre immer bekannter wurden. Dazu gehören neben den bereits oben genannten die Mary-Poppins-Bücher von Pamela L. Travers, Astrid Lindgrens Pippi Langstrumpf, die vor allem Mädchen ein neues Rollenmodell bot, und Hugh Loftings Doktor Dolittle und seine Tiere, dessen Protagonist die Fähigkeit besitzt, mit Tieren zu sprechen. Zum Teil fanden diese Werke erst jetzt den Weg nach Deutschland, obwohl sie schon lange zuvor entstanden waren (der erste Teil der Doktor-Dolittle-Reihe wurde 1920 veröffentlicht).

#### International
International wurde dieses Genre in der Nachkriegszeit weiterhin von der englischen Fantasy geprägt: C.S. Lewis verfasste ab 1949 die siebenteilige Reihe Die Chroniken von Narnia und eiferte damit seinem Freund J.R.R. Tolkien nach, der 1954 das wohl einflussreichste Fantasywerk überhaupt veröffentlichte: Der Herr der Ringe, das Jugendliche und Erwachsene gleichermaßen faszinierte und das Genre einem neuen Publikum zugänglich machte. Eine endlose Zahl von Romanen folgte Tolkiens Geschichten aus Mittelerde, von Die Chroniken von Prydain Lloyd Alexanders (ab 1964) über Ursula K. Le Guins Erdsee-Zyklus (ab 1968) bis zu Christopher Paolinis Eragon-Reihe (ab 2004).
Einer der bekanntesten Jugendromane ist Herr der Fliegen (1954), dessen Einordnung als Phantastik (im Rahmen der Science-Fiction) umstritten ist und der von einer Gruppe von Schülern erzählt, die vor einem Atomschlag in Sicherheit gebracht werden sollen, deren Flugzeug aber abstürzt. William Golding erhielt dafür den Literaturnobelpreis.
Zu den bekanntesten Autoren im Bereich der phantastischen Kinderbücher gehört Roald Dahl, der ab 1961 seine zahlreichen Kinderbücher verfasste, in denen Kinder auf Riesen, Hexen, Riesenpfirsiche und Oompa Loompas treffen oder Zauberkräfte entwickeln. Unübertroffen in ihrem Reichtum an Gedanken und Ideen ist die Schwedin Astrid Lindgren, die den fliegenden Karlsson vom Dach erfunden hat, dazu die Welten, in denen der Junge wandert, den sein Vater Mio, mein Mio ruft, und Die Brüder Löwenherz.
Auch in Bilderbüchern finden sich vermehrt phantastische Elemente. Dr. Seuss, einer der bekanntesten amerikanischen Kinderbuchautoren ersann den Kater mit Hut (1957), den Grinch (1957), der Weihnachten stehlen will, und die Hu, kleine Wesen, die in eine Notlage geraten und einen Elefanten um Hilfe bitten (Horton hört ein Hu, 1954); von William Steig stammt etwa das missmutige Ungeheuer Shrek (1990); unzählige Nachahmer fand auch Maurice Sendak, der seinen kleinen Helden in Wo die wilden Kerle wohnen (1963) in Gedanken zum König der Monster aufsteigen lässt. Tiere werden häufig eingesetzt, sind aber Menschen nachgebildet und verhalten sich selten artgerecht. Zumeist repräsentieren sie Typen in der Manier der Fabel: so ist die Maus oft bei Konfrontationen schwach, aber intelligent (Julia Donaldson, Der Grüffelo, 1999), Wölfe hingegen verhalten sich wild und eigensinnig (David Melling, Die wilden Strolche, 2007).

### Ab Ende der 1960er Jahre

#### Deutschsprachiger Raum
Erst ab Ende der 1960er Jahre begannen sich deutschsprachige Autoren auf breiter Fläche mit der Kinder- und Jugendliteratur zu befassen. Es wurde erkannt, dass Kinder- und Jugendbücher zur Sozialisation und Erziehung beitragen können. Die 68er-Bewegung stellte Durchsetzungsfähigkeit, Selbstvertrauen und Kritikfähigkeit als Erziehungsziele auf. Vor diesem Hintergrund gelang Paul Maar mit seiner Figur des Sams, das er erstmals 1973 in Eine Woche voller Samstage auftreten ließ, ein großer Erfolg. Die Geschichte des zurückhaltenden, ängstlichen Herrn Taschenbier, der unverschämten Zeitgenossen nur wenig Selbstbewusstsein entgegenzusetzen hat, bot Kindern genügend Raum zur Identifikation. Gleichzeitig reiht sich das schweinsnasige Sams, ausgestattet mit einem außerordentlichen Sprachwitz und ständig zu verrückten und mitunter respektlosen Einfällen neigend, nahtlos in die Reihe unangepasster Kinderfiguren wie des Struwwelpeters, Max und Moritz oder Pippi Langstrumpf ein. Trotz aller Komik, die das Sams mit sich bringt, nimmt es gegenüber der Welt der Erwachsenen, die von Autoritätsdenken geprägt ist, eine kritische Haltung ein.
Christine Nöstlingers Wir pfeifen auf den Gurkenkönig (1972) ist ein Beispiel dafür, wie das phantastische Element auf die Realität zurückwirken kann. Genau wie die ‚Gurkinger‘ ihren despotischen König vertreiben, gelingt es der Familie Hogelmann gemäß den gesellschaftlichen Idealen der Zeit, die Machtverhältnisse in der Familie zu hinterfragen und sich vom autoritären Vater zu lösen. Gleichzeitig hoben Otfried Preußlers Krabat (1971) und Michael Endes Momo (1973), die beide in der Tradition des Kunstmärchens stehen, die Kinder- und Jugendliteratur durch die Vielschichtigkeit und ihren Anspruch auf ein einzigartiges Niveau und verhalfen ihren Werken zu einer Anerkennung als Literatur.
Ende der 1970er Jahre begann eine gesellschaftliche Trendwende: der Rückzug ins Private, in die Innerlichkeit, die auch in der Kinder- und Jugendliteratur sichtbar wird. In Oh, wie schön ist Panama (1978) schickt der Zeichner und Texter Janosch einen kleinen Bären und einen kleinen Tiger auf eine abenteuerliche Reise ins unbekannte Panama, an deren Ende sie unwissend wieder nach Hause gelangen. Hier gilt das Motto: Zu Hause ist es doch am schönsten.
1979 erschien Die unendliche Geschichte von Michael Ende, in der der Weg in eine phantastische Welt keine Flucht, sondern einen Umweg zurück ins wahre Leben bedeutet. Der Junge Bastian Balthasar Bux kann nach seiner Rückkehr die Bewältigung seiner Alltagsprobleme mit viel Selbstvertrauen angehen.
Gemeinsam mit Momo führte Die unendliche Geschichte jahrelang die Bestsellerlisten an und etablierte das Genre in Deutschland. Michael Ende wurde zu einem der ersten weltweiten Erfolgsautoren der Nachkriegszeit, auch weil seine Geschichten auch von Erwachsenen gelesen wurden.

#### International
International erschienen diverse Bücher über Zauberer: Diana Wynne Jones, Die Welt des Chrestomanci (ab 1977); Richard Carpenter, Catweazle (1970); und Ritterhandlungen wie Robert Bolts Kinderdrama Der kleine dicke Ritter (1964). In der Welt der Tiere siedelte Richard Adams seine Geschichten Unten am Fluss und Die Hunde des Schwarzen Todes an, die einen eher düsteren und nachdenklichen Ton anschlagen.
Katherine Paterson schrieb 1979 mit Die Brücke ins andere Land eine Geschichte über zwei Kinder, die vor der bedrückenden Erfahrungen ihres Lebens in eine phantastische Ersatzwelt fliehen, ein Thema, das der Unendlichen Geschichte ähnelt.
1967 erschien der erste Band der von Irina Korschunow erdachten Wawuschels mit den grünen Haaren, einer Familie kleiner Menschen, die in einem Berg wohnen. Weitere Phantasiegestalten sind beispielsweise die von Annette Tison ersonnenen Figuren um den Barbapapa (1970).

### 1980–1996
In den 1980er-Jahren geriet die phantastische Kinder- und Jugendliteratur in eine Krise. Auslöser war das gleichzeitige Erstarken der amerikanischen Filmindustrie, die nach dem Ende New Hollywoods das kommerzielle Potential von Filmen erkannte, die eigens für ein kindliches und jugendliches Publikum gedreht werden. Höhepunkt war der Science-Fiction- und Kinderfilm E. T. – Der Außerirdische, der mehrere Jahre lang als erfolgreichster Film der Geschichte galt. Verbunden mit den immer besseren Möglichkeiten bei der Gestaltung von Trickeffekten wurden immer mehr phantastische Kinofilme gedreht, zu denen dann ‚Bücher zum Film‘, Bücher ‚inspiriert vom Film‘ und mitunter ganze Buchreihen verfasst wurden (Star Wars). Selbst Filmserien wie Die Märchenbraut, Pan Tau oder Patrik Pacard erlebten eine Buchverwertung.

#### Deutschsprachiger Raum
Erschwerend kam für deutschsprachige phantastische Literatur hinzu, dass die meisten Autoren, die zum Teil bereits seit Jahrzehnten für Büchernachschub sorgten, nunmehr ihre Geschichten in die Wirklichkeit verlagerten und kaum noch phantastische Elemente verwendeten. Michael Ende rieb sich in Streitereien um die Verfilmungen seiner Bücher und um die Vorwürfe auf, er habe in seinem letzten Kinderbuch Der satanarchäolügenialkohöllische Wunschpunsch einen missliebigen Kritiker (Marcel Reich-Ranicki) beleidigt. Nur wenige Schriftsteller wie Peter Hacks mit Liebkind im Vogelnest (1984) oder Tilde Michels (Kleiner König Kalle Wirsch, 1969) legten originelle Werke vor, die diesem Genre zuzurechnen sind, sich aber zumeist auf ein kindliches Publikum beschränkten. Erfolgreich waren vor allem Reihen wie Der kleine Vampir von Angela Sommer-Bodenburg oder Meister Eder und sein Pumuckl von Ellis Kaut, letztere aber vor allem durch die Fernseh- und Hörspieladaption – sie ist zudem bereits in den 1960er Jahren entstanden.
Bezeichnend ist, dass Gudrun Pausewang ihre Jugendromane Die letzten Kinder von Schewenborn und Die Wolke über fiktive Unfälle in einem Kernkraftwerk in der Wahrnehmungswelt ihrer Leser verankerte und sie eher als Science-Fiction denn als Phantastik anlegte. Andere Autoren wie Wolfgang Hohlbein produzierten am Anfang ihrer Karriere vornehmlich Massenware und orientierten sich an den Standards des Genres, die nur geringfügig verändert wurden.

#### International
Auch hier gilt, dass einige der bekanntesten Autoren ihre Karriere aufgaben oder starben (Astrid Lindgren, Roald Dahl). Das erfolgreichste Werk dieser Zeit war wohl das eher an ein erwachsenes Publikum gerichtete Buch Die Nebel von Avalon (1982) der Fantasyautorin Marion Zimmer Bradley, die mehrere Fortsetzungen folgen ließ.
Ab den sechziger Jahren bis in die 2000er hinein aktiv war die Niederländerin Tonke Dragt, die für ihre Bücher international preisgekrönt wurde und im Jahre 2004 für ihren Roman Der Brief für den König, der auch als gleichnamige Verfilmung international erfolgreich war, mit dem Griffel der Griffels 1955–2004 ausgezeichnet. Mit diesem Sonderpreis des Silbernen Griffels, dem holländischen Staatspreis für Literatur, wird das beste Jugendbuch der letzten 50 Jahre ausgezeichnet.

### Seit 1997
Eine grundlegende Reanimierung des Genres ist vor allem durch den weltweiten Erfolg der Heptalogie um den Zauberschüler Harry Potter eingetreten, mit dem die Autorin Joanne K. Rowling ab 1997 ein nie geahntes Publikum erreichte und Kinder zum Lesen verführte, die vorher kein Interesse daran gehabt hatten. In der Folge traten wiederum zahlreiche Epigonen auf, die die Handlung ihres Vorbildes mehr oder weniger geschickt variierten, etwa Eoin Colfers Geschichten um Artemis Fowl. Mehrere erfolgreiche Fantasyreihen wurden von Schülern geschrieben, Christopher Paolini und Flavia Bujor, deren Originalität aber durchaus umstritten war.
Cornelia Funke hat mit ihren diversen Veröffentlichungen hingegen bewiesen, dass sie ein unterschiedliches Publikum verschiedener Altersklassen anzusprechen vermag. Phantastische Geschichten sind vor allem diejenigen um die Elfe Potilla, Drachenreiter und die Trilogie, die mit Tintenherz (2003) begann. Großen Erfolg hatte auch Walter Moers mit seinem 1999 veröffentlichten Roman Die 13½ Leben des Käpt’n Blaubär, der den Beginn der bis heute fortgesetzten Reihe um den fiktiven Kontinent Zamonien markiert. Die Zamonien-Bücher richten sich sowohl an ein jugendliches als auch ein erwachsenes Publikum. Weitere erfolgreiche deutsche Autoren dieses Genres sind Kai Meyer (Frostfeuer, 2005), Andreas Steinhöfel (Der mechanische Prinz, 2003) und Wolfgang Hohlbein.
Philip Pullman gewann für seine in verschiedenen Welten spielende Reihe His Dark Materials (ab 1995) unter anderen den Astrid-Lindgren-Gedächtnis-Preis. Neil Gaiman beschrieb 1998 in Der Sternwanderer eine Welt, die an eine phantastische grenzt, die ein Junge eines Tages betreten muss. 2005 begann mit Bis(s) zum Morgengrauen der Siegeszug von Stephenie Meyer, die mit ihrer auf vier Teile angelegten Liebesgeschichte einer modernen jungen Frau und eines Vampirs vor allem ein weibliches Publikum erreicht und die Bestsellerlisten stürmt.
Das Phantastikgenre ist mittlerweile zu einem der erfolgreichsten Genres der Kinder- und Jugendliteratur geworden, was Verlage und Autoren bestärkt, hier wieder vermehrt tätig zu werden. Es wird somit auch für Autoren wie Salman Rushdie (Harun und das Meer der Geschichten), Isabel Allende (Die Stadt der wilden Götter), Michael Chabon (Sommerland) und Stephen King (Die Augen des Drachen) attraktiv, die sich ansonsten an Erwachsene wenden.

## Themen
Die Themen und Motive in der phantastischen Kinder- und Jugendliteratur sind vielfältig; es gibt aber durchaus Schwerpunkte, die die Rahmenhandlung vieler phantastischer Erzählungen bilden:

### Anderswelt
Viele phantastische Geschichten spielen sich in unserer bekannten Welt ab, in die dann das Phantastische eindringt (E. B. White, Klein-Stuart, 1945).
Daneben sind diverse Romane in einer hiervon sich unterscheidenden Welt, einer Anderswelt, angesiedelt. Die Schilderung bzw. Erkundung dieser Welt nimmt stets einen bedeutenden Teil der Handlung ein.
Diese Anderswelten können einen unterschiedlichen Bezug zur realen Welt aufweisen. Mal sind die Anderswelten in die normale Welt integriert wie in Otfried Preußlers Der kleine Wassermann (1956), oder ein Mensch gerät durch Zufall in eine völlig fremde Welt, in der er sich zurechtfinden muss, Abenteuer erlebt und sich auf die Suche nach einem Rückweg macht. Dabei kann der Übergang durch einen Sturm erfolgen (L. Frank Baums Der Zauberer von Oz), mittels der eigenen Phantasie (Michael Ende, Die unendliche Geschichte) oder durch einen Wandschrank (C. S. Lewis’ Die Chroniken von Narnia).
Es kann sich auch um eine phantastisierende Abwandlung unserer bekannten Welt oder um Parallelwelten handeln: in den verschiedenen Welten aus Philip Pullmans His Dark Materials existieren Mystik und Wissenschaft gleichberechtigt nebeneinander.
Zu denken ist weiterhin an fremde Welten mit Anlehnung an das Mythische, in denen Menschen Protagonisten sind wie z. B. der Archipel in Ursula K. Le Guins Erdsee-Zyklus oder Mittelerde, die Welt J.R.R. Tolkiens, in der Menschen mit diversen Fabelwesen zusammenleben.
Mitunter entführt uns die Handlung aber auch in eine unbestimmte Welt, in der es keine Menschen gibt, sondern erdachte Wesen als Hauptfiguren fungieren wie bei den Geschichten um die Mumins von Tove Jansson.

### Reise
Das Reisemotiv nimmt in der phantastischen Literatur viel Raum ein. In der Regel findet sie in einer Anderswelt statt, muss aber nicht (Stephen King und Peter Straub, Der Talisman (1984) spielt zur Hälfte in zwei Welten). Man unterscheidet dabei zwei Arten: Zum einen die Reisen, bei denen das Ziel und der Weg dorthin im Vordergrund stehen und zum anderen die Reisen, die eine Reise zu sich selbst bedeuten. Häufig findet man beides in vermischter Form vor: in Astrid Lindgrens Die Brüder Löwenherz wird von der Reise in das mythische Land Nangijala erzählt, die gleichzeitig eine Reise der Selbstfindung ist und zum Sieg über die eigenen Ängste beiträgt.
Ist der Reisende ein Kind oder ein Jugendlicher, spiegelt sich in der Reise stets die Reifung des Charakters wider (Bildungsroman). Deshalb kann diese Geschichte auch für ältere Leser interessant sein, weil emotional der Prozess des Erwachsenwerdens im Mittelpunkt der Handlung steht. Am Ende der Geschichte ist der Hauptcharakter zumeist erwachsen geworden.

### Gut und Böse
Die Motive Licht und Dunkelheit, Gut und Böse kommen in den meisten Werken der phantastischen Kinder- und Jugendliteratur vor: die Geschichte der Brüder Löwenherz (Astrid Lindgren) steuert beispielsweise auf den großen Kampf zwischen Gut und Böse, repräsentiert von den Bewohnern des Heckenrosentals und dem Tyrannen Tengil, zu. Weitere Beispiele sind Krabat (Otfried Preußler) und Timm Thaler oder das verkaufte Lachen von James Krüss oder in Harry Potter der Konflikt Harrys mit Lord Voldemort.

## Verbreitung

### Serie
Gerade in der Fantasyliteratur ist zu beobachten, dass oft ganze Romanreihen verfasst werden. Geplante Reihen erscheinen zumeist als Trilogie, die Harry-Potter-Reihe beispielsweise war aber von Anfang an als Siebenteiler gedacht. Manchmal entscheiden sich die Verfasser nach der Veröffentlichung des ursprünglich geplanten Handlungsendes zur Fortsetzung, so Lian Hearn bei Der Clan der Otori und Philip Pullman bei His Dark Materials. Andere Reihen wie die Klippenland-Chroniken von Paul Stewart, die mittlerweile auf elf Bände angewachsen sind, verzichten auf einen durchgehenden Handlungsstrang und sind deshalb in der Anzahl ihrer Teile unbeschränkt.

### Verfilmung
Die spektakulären Erfolge der Verfilmungen des Herrn der Ringe sowie der Harry-Potter-Bücher haben zahlreiche weitere Adaptionen angeregt. Die derzeitige Hochkonjunktur phantastischer Jugendfilme basiert im Wesentlichen auf der Adaption von Büchern, deren Verkaufszahlen dadurch ebenfalls steigen; allerdings haben viele Filme die kommerziellen Erwartungen nicht erfüllen können: Fortsetzungen von Eragon – Das Vermächtnis der Drachenreiter und Der goldene Kompass gelten zurzeit als unwahrscheinlich, und der Dreh von Die Chroniken von Narnia: Prinz Kaspian von Narnia stand lange auf der Kippe.
Zuletzt erlebten Filme wie Wintersonnenwende – Die Jagd nach den sechs Zeichen des Lichts und Terry Gilliams Tideland in Deutschland nur noch eine DVD-Verwertung.
Daneben wird zunehmend auch eine Adaption im Wege eines Fernsehfilmes vorgenommen, der dann häufig als Zweiteiler ausgestrahlt wird. Beispiele hierzu sind Die Nebel von Avalon und Earthsea – Die Saga von Erdsee (Die Verfilmung von Erdsee), die beide der High Fantasy zuzurechnen sind.
In Deutschland entstehen vermehrt Verfilmungen von Werken der phantastischen Kinderliteratur: Das Sams, Der Räuber Hotzenplotz, Urmel aus dem Eis und Herr Bello versuchten, von der Bekanntheit der Vorlagen zu profitieren.